# Lubomír Pokluda
Lubomír Pokluda (Frýdek-Místek, 17 marzo 1958) è un ex calciatore ceco, di ruolo centrocampista.

## Carriera

### Club
Ha giocato con il RH Cheb e per un anno con lo Sparta Praga. Con la squadra della capitale ceca ha vinto il campionato 1984/1985.
Dal 1986 al 1988 ha giocato con l'Inter Bratislava prima di passare per una stagione al Lierse, squadra belga con cui ha chiuso la carriera.

### Nazionale
Il 15 ottobre 1980 ha esordito a Buenos Aires con la nazionale di calcio della Cecoslovacchia. Ha preso parte al torneo olimpico del 1980 in cui vinse la medaglia d'oro.

## Statistiche

### Cronologia presenze e reti in Nazionale
| Cronologia completa delle presenze e delle reti in nazionale ― Cecoslovacchia | Cronologia completa delle presenze e delle reti in nazionale ― Cecoslovacchia | Cronologia completa delle presenze e delle reti in nazionale ― Cecoslovacchia | Cronologia completa delle presenze e delle reti in nazionale ― Cecoslovacchia | Cronologia completa delle presenze e delle reti in nazionale ― Cecoslovacchia | Cronologia completa delle presenze e delle reti in nazionale ― Cecoslovacchia | Cronologia completa delle presenze e delle reti in nazionale ― Cecoslovacchia | Cronologia completa delle presenze e delle reti in nazionale ― Cecoslovacchia |
| Data                                                                          | Città                                                                         | In casa                                                                       | Risultato                                                                     | Ospiti                                                                        | Competizione                                                                  | Reti                                                                          | Note                                                                          |
| ----------------------------------------------------------------------------- | ----------------------------------------------------------------------------- | ----------------------------------------------------------------------------- | ----------------------------------------------------------------------------- | ----------------------------------------------------------------------------- | ----------------------------------------------------------------------------- | ----------------------------------------------------------------------------- | ----------------------------------------------------------------------------- |
| 15/10/1980                                                                    | Buenos Aires                                                                  | Argentina                                                                     | 1 – 0                                                                         | Cecoslovacchia                                                                | Amichevole                                                                    | -                                                                             |                                                                               |
| 11/11/1981                                                                    | Buenos Aires                                                                  | Argentina                                                                     | 1 – 1                                                                         | Cecoslovacchia                                                                | Amichevole                                                                    | -                                                                             |                                                                               |
| 6/10/1982                                                                     | Bratislava                                                                    | Cecoslovacchia                                                                | 2 – 2                                                                         | Svezia                                                                        | Qual. Euro 1984                                                               | -                                                                             |                                                                               |
| 27/10/1982                                                                    | Copenaghen                                                                    | Danimarca                                                                     | 1 – 3                                                                         | Cecoslovacchia                                                                | Amichevole                                                                    | -                                                                             |                                                                               |
| Totale                                                                        |                                                                               | Presenze                                                                      | 4                                                                             |                                                                               | Reti                                                                          | 0                                                                             |                                                                               |

## Palmarès

### Club
- Campionato cecoslovacco: 1

Sparta ČKD Praga: 1984/85

### Nazionale
- Oro olimpico: 1

Mosca 1980